# Baran (India)
Baran è una suddivisione dell'India, classificata come municipality, di 78.372 abitanti, capoluogo del distretto di Baran, nello stato federato del Rajasthan. In base al numero di abitanti la città rientra nella classe II (da 50.000 a 99.999 persone).

## Geografia fisica
La città è situata a 25° 6' 0 N e 76° 31' 0 E e ha un'altitudine di 261 m s.l.m..

## Società

### Evoluzione demografica
Al censimento del 2001 la popolazione di Baran assommava a 78.372 persone, delle quali 40.982 maschi e 37.390 femmine. I bambini di età inferiore o uguale ai sei anni assommavano a 12.571, dei quali 6.593 maschi e 5.978 femmine. Infine, coloro che erano in grado di saper almeno leggere e scrivere erano 51.423, dei quali 30.549 maschi e 20.874 femmine.